# Luc Kassi
Luc Kassi (Abiyán, 20 de agosto de 1994) es un futbolista marfileño. Juega de mediocampista y su equipo es el Afturelding de la Úrvalsdeild Karla.

## Clubes
| Club         | País        | Año       |
| ------------ | ----------- | --------- |
| Stabæk IF    | Noruega     | 2012-2022 |
| KÍ Klaksvik  | Islas Feroe | 2023-2024 |
| Degerfors IF | Suecia      | 2024-2025 |
| Afturelding  | Islandia    | 2025-     |